# 朱佳煜
朱佳煜（2005年12月30日—），出生于上海市，中国男演员。

## 演艺经历
2008年，首次参演抗日剧《女人的战争》，从而出道。
2010年，出演亲情家庭剧《母亲心》。
2011年，因在情感伦理剧《回家的诱惑》中饰演洪尚恩一角，被观众熟悉。
2012年，因主演都市感情剧《小爸爸》中饰演夏天人气飙升。
2013年，出演商战剧《千金归来》。
2014年，出演爱情伦理剧《说好的幸福》；同年，出演时尚律政剧《离不离律师事务所》。
2015年，主演都市情感剧《神犬小七》。
2016年3月，主演科幻电影《地球小卫士》；随后，主演儿童科幻电影《异世空大战之豆芽菜奇遇记》。